# 908 (szám)
A 908 (római számmal: CMVIII) egy természetes szám.

## A szám a matematikában
A tízes számrendszerbeli 908-as a kettes számrendszerben 1110001100, a nyolcas számrendszerben 1614, a tizenhatos számrendszerben 38C alakban írható fel.
A 908 páros szám, összetett szám, nontóciens szám. Kanonikus alakban a 22 · 2271 szorzattal, normálalakban a 9,08 · 102 szorzattal írható fel. Hat osztója van a természetes számok halmazán, ezek növekvő sorrendben: 1, 2, 4, 227, 454 és 908.